# Guerra anglo-turca
La guerra anglo-turca venne combattuta tra Regno Unito e Impero ottomano tra il 1806 e il 1809, come parte delle più ampie guerre napoleoniche.

## Storia
Nell'estate del 1806, nel corso della guerra della Terza coalizione (costituita da Regno Unito, Russia, Prussia e Svezia), l'ambasciatore di Napoleone, generale Sebastiani si adoperò per convincere l'Impero ottomano a cancellare gli speciali privilegi concessi alla Russia nel 1805 e ad aprire lo stretto dei Dardanelli esclusivamente alle navi francesi. In cambio Napoleone prometteva di aiutare il Sultano a sopprimere una ribellione in Serbia ed a recuperare i territori persi dall'Impero Ottomano. Quando l'armata russa entrò in Moldavia e Valacchia nel 1806, gli ottomani dichiararono guerra alla Russia.
Durante l'operazione Dardanelli, nel settembre 1806, i britannici fecero pressioni sul Sultano Selim III per espellere Sebastiani, dichiarare guerra alla Francia, cedere i principati danubiani alla Russia ed assoggettare la flotta ottomana, in uno con la fortezza dei Dardanelli, alla Royal Navy. Dopo che Selim respinse l'ultimatum, uno squadrone britannico, comandato dal vice ammiraglio Sir John Thomas Duckworth, entrò nello stretto dei Dardanelli il 19 febbraio 1807, distruggendo una forza navale ottomana nel Mar di Marmara, ed andando ad ancorarsi di fronte ad Istanbul. I turchi eressero potenti batterie e rafforzare le loro fortificazioni con l'aiuto del generale Sebastiani e dei suoi ingegneri e le navi da guerra inglesi vennero fatte oggetto di intensi cannoneggiamenti costringendo Duckworth a rientrare nel Mediterraneo il 3 marzo 1807.
Il 16 marzo 1807, 5 000 britannici si imbarcarono in quella che fu definita spedizione di Alessandria ed assediarono Alessandria in agosto, nonostante il Chedivè Mehmet Ali infliggesse loro pesanti perdite, costringendoli poi a desistere, cinque mesi più tardi, dopo un breve assedio; i turchi ebbero comunque un modesto supporto militare dalla Francia nella pesante guerra contro la Russia. Napoleone non riuscì a garantire il rispetto della Russia con l'accordo di armistizio del 1807 e pertanto, il 5 gennaio 1809, il governo ottomano concluse il Trattato dei Dardanelli con la Gran Bretagna (essendo già in guerra con Francia e Russia).